# 吉昌镇 (吉县)
吉昌镇，是中华人民共和国山西省临汾市吉县下辖的一个乡镇级行政单位。

## 行政区划
吉昌镇下辖以下地区：
小府村、东关村、西关村、桥南村、学背后村、祖师庙村、谢悉村、山阳村、林雨村、上东村、兰古庄村、兰村、大田窝村和马家河村。